# Corpo de Estrangeiros
O Corpo de Estrangeiros foi uma divisão do Exército Brasileiro, criada em 18 de janeiro de 1822, constituído inicialmente de imigrantes suíços de Nova Friburgo e de estrangeiros de passagem ou morando no Rio de Janeiro. Foi depois reforçado por mercenários alemães recrutados pelo major Georg Anton von Schäffer na Europa.
Em 1827 o major William Cotter foi enviado à Irlanda para recrutar mercenários. Por volta de 2 700 pessoas se voluntariaram, alguns com suas famílias. Foram acomodados em nove navios e chegaram ao Rio de Janeiro a partir de janeiro de 1828. Alguns destes, recusando-se a juntar ao Exército Brasileiro, foram enviados com suas famílias para Taperoá na Bahia, onde iniciaram a colônia de Santa Januária, de curta duração.
O Corpo do Estrangeiros era constituído de dois batalhões de caçadores alemães e dois batalhões de granadeiros que foram divididos entre duas brigadas do Exército.
- Primeira Brigada - Granadeiros de 1ª Linha - comandante: Francisco da Costa de Sousa Macedo
  - 1.º Batalhão, do Imperador – destacado em Montevidéu
  - 2.º Batalhão, de Alemães – comandante:  coronel Luís dall’Hoste. Aquartelado no Rio, no mosteiro de S. Bento.
  - 3.º Batalhão, de Alemães – comandante: major Eduardo von Ewald. Aquartelado no Rio de Janeiro.
- Nona Brigada - Caçadores de 1ª Linha - comandante: General Francisco de Paula Massena Rosado
  - 25.º Batalhão, Periquitos – Aquartelado na Praia Vermelha.
  - 26.º Batalhão, de Alemães – comandante: Major Thiele. Aquartelado em Pernambuco.
  - 27.º Batalhão, de Alemães – comandante: Major Wood Yeathes. Aquartelado no Rio de Janeiro.

O 26.º Batalhão lutou no final da Confederação do Equador de 1824. Na Guerra da Cisplatina participaram o 27.º Batalhão e os Lanceiros Imperiais, que representaram 10% dos efetivos brasileiros.
O Batalhão de Granadeiros e dois batalhões de caçadores alemães foram responsáveis pela Revolta dos Mercenários que aterrorizou o Rio de Janeiro em junho de 1828. Após esta revolta os irlandeses foram enviados para os Estados Unidos, Canadá e a maioria de volta para a Irlanda.
O 26.º Batalhão foi depois transferido para o Rio Grande do Sul, onde mudou sua denominação para 28.º Batalhão de Caçadores Alemães. Combateu na Batalha do Passo do Rosário junto com os Lanceiros Alemães, organizados entre os colonos alemães em São Leopoldo pelo major Otto Heise. O 27.º se revoltou em Pelotas no Natal de 1828 devido ao atraso de seus vencimentos.
Estas revoltas foram um dos motivos que levaram à dissolução do Corpo de Estrangeiros pelo Decreto de 20 de dezembro de 1830. O 28.º Batalhão foi dissolvido em Santa Maria, enquanto o 27.º foi desmobilizado em Porto Alegre.

## Participantes do Corpo de Estrangeiros
Fizeram parte do Corpo de Estrangeiros, entre outros:
- coronel Augusto Hugo Hoiser, também citado com o título nobiliárquico de barão von Bülow, que liderou em 1832 um movimento a favor da volta de Dom Pedro I, no Rio de Janeiro;
- major Júlio Frederico Koeler: depois diretor da Colônia de Petrópolis;
- major Otto Heise: organizador dos Lanceiros Alemães e revolucionário na Guerra dos Farrapos (1835-1845);
- major Hans Wilhelm von Suckow que permaneceu na Corte e monopolizou o serviço de transportes da região (aluguel de carruagens de luxo), além de ser o pioneiro na criação de cavalos de corrida e fundador do Jockey Club Brasileiro no Rio de Janeiro, em 1868;
- capitão Hermann von Salisch: revolucionário na Guerra dos Farrapos (1835-1845), quando foi temporariamente diretor da colônia de São Leopoldo em mãos republicanas;
- capitão Samuel Gottfried Kerst, ajudante de ordens de Gustav Heinrich von Braun, participou da Sedição de 1830 e depois retornou para a Alemanha, onde seguiu uma carreira política;
- tenente Carl Ludwig August Siegener: autor da primeira tentativa de operação de um foguete em território brasileiro;
- tenente Carl Schlichthorst: autor de um relato contundente sobre a vida brasileira no século XIX: 'Rio de Janeiro wie es ist. Huma vez e nunca mais!';
- tenente Anton Adolph Friedrich Seweloh: ajudante de ordens do marquês de Barbacena e escritor militar;
- tenente Wilhelm Bormann, radicado em Porto Alegre, pai do marechal José Bernardino Bormann, ministro da Guerra do Brasil em 1910, ministro do Superior Tribunal Militar e ajudante de ordens do duque de Caxias;
- tenente Heinrich Wilhelm Ferdinand Halfeld, engenheiro, um dos fundadores de Juiz de Fora;
- tenente Josef Anton Mayrhofer Freiherr von Grünbühel, nobre da corte de Viena, conhecia Franz Schubert, participou da Sedição de 1830 e depois da revolucionário na Guerra dos Farrapos (1835-1845), foi avô de Alice Hess Maeffer, primeira mulher a se formar em medicina na UFRGS.
- alferes Frederico Guilherme von Hoonholtz,[1] de ascendência nobre, era engenheiro, tendo sido pai do barão de Tefé, herói da Guerra do Paraguai;
- alferes Julius Heinrich Knorr, combateu depois na Revolução Farroupilha (1835-1845) e na Guerra contra Oribe e Rosas (1851-1852), tendo sido co-fundador do jornal Deutsche Zeitung, em 1861, em Porto Alegre;